# ワサビタケ
ワサビタケ（山葵茸、学名: Panellus stipticus）はハラタケ目クヌギタケ科のワサビタケ属に分類される小型のキノコ（菌類）の一種である。

## 名称
和名ワサビタケは、子実体に多少とも辛味を有することから命名されたものである。ただし、辛味の強さについては変異が大きく、産地によって差がある（北米産のものでは辛味が強いが、日本やロシアあるいはニュージーランド産のものではさほどではない）という報告もある。かつてはヒメカハキタケ（ヒメカワキタケ）の和名が提唱され、こちらの方がより古い名ではあるが、現在ではワサビタケの名の方が広く用いられている。
属名 Panellus はPanus（カワキタケ属）に縮小詞を附したものである。また、種小名の stipticus はギリシア語の στυπτικός（styptikós）に由来し、「止血する」あるいは「収斂性の」の意であるが、古くは止血剤として用いられたことに基づくという説と、子実体が辛味を有することに由来するという説とがある。
地味な小型菌でもあり、食用ないしは薬用として利用されるような実用性にも乏しいためか、本種を特定した方言名はほとんど知られておらず、いわゆる本草書の類にも収録された例はないようである。
英名としては bitter oyster（意訳すればニガヒラタケ）・luminescent Panellus（同ヒカリワサビタケ）・astringent panus（同シブカワキタケ）・styptic fungus（同シブタケ）などの呼称がある。発光性や子実体の味に由来するものと思われる。

## 分布
北半球の温帯から亜寒帯（ヨーロッパ・アラスカ・カナダ・北アメリカ・日本など）に産するほか、中国・トルコなど）にも広く分布し、南アメリカ（コスタリカ）からも見出されている。また、オーストラリアおよびニュージーランドにも自然分布する。
日本でもきわめて普通であり、時には冬あるいは早春にもみられる。

## 形態
傘は腎臓形ないし二枚貝の貝殻形で、その縁は内側に強く巻き込んでいる。傘表面は粘性を欠き、淡黄褐色ないし帯橙淡褐色あるいは黄白色や淡い肉桂色を呈し、しばしば不明瞭な年輪状の模様（環紋）をあらわし、短いビロード状の毛を密布してざらつき、ときにはいくぶん粒状をなす。また、縁に向かって放射状の溝があり、湿ったときにやや粘性を示す。
肉は薄いが強靭な革状肉質で、乾くと収縮するが水分を得れば再び原形に戻り、クリーム色ないし淡黄土色で傷つけても変色性を欠き、かすかに菌臭（カビくささ）があり、強い辛味がある。ヒダは淡黄褐色で、幅狭く密生し、個々のひだの間にはしばしば網目柄状の横ひだを生じて互いに連絡し、傘の肉から分離しにくい。
柄はごく細くて短く、基部に向かって細まり、傘の側方に着く。柄の表面は淡いベージュ色から淡黄土色でざらつく。
胞子紋は純白色、胞子は細長い楕円形ないし種子形で無色・薄壁、時に顆粒状の内容物を含んでおり、ヨウ素溶液で灰青色となる（弱アミロイド性）。担子器はこん棒状で無色かつ薄壁、基部にかすがい連結を備え、四個ずつ胞子を形成する。側シスチジアは、多くの文献ではこれを欠くと記載されているが、子実層托（hymenophore：本種の場合はひだ）の組織の中に深く埋もれて観察しにくく、紡錘形ないしこん棒形で無色・薄壁である。縁シスチジアはこん棒状あるいは円筒状で無色かつ薄壁、ときに頂端に短い指状突起を生じることがある。かさの表皮上層（sprapellis）は互いに緊密に絡み合った菌糸で構成され、その菌糸末端は不規則に立ち上がり（そのため、かさの表面はビロード状にざらついてみえる）、個々の菌糸はやや厚壁で不規則に分岐し、あるいは短い側枝を備え、表面に淡褐色を呈する樹脂状・不定形の沈着物（incrustation）をこうむり、かすがい連結がひんぱんに見出される。かさの表皮下層（subpellis）は、柄とかさとの付着点からかさの周縁部へと放射状に走る菌糸からなり、個々の菌糸は弱くゼラチン化するとともに不規則にくびれている。肉の組織も、隔壁部が不規則にくびれるとともにかすがい連結を有する菌糸で構成されており、その配列は不規則で、菌糸の細胞壁はしばしば僅かに肥厚している。菌糸の細胞質には、淡黄色の色素が溶け込んでいる。

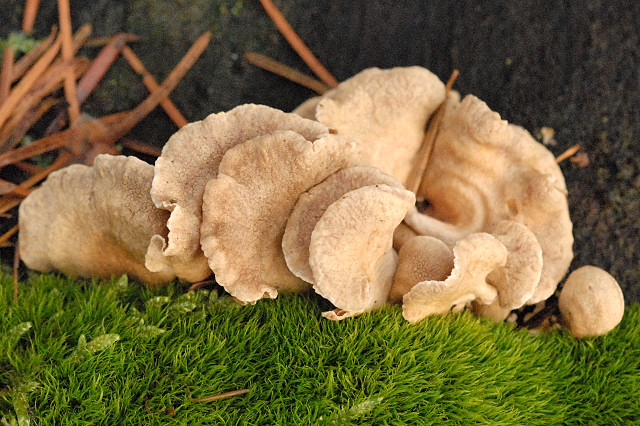
ほとんど無柄にみえる子実体
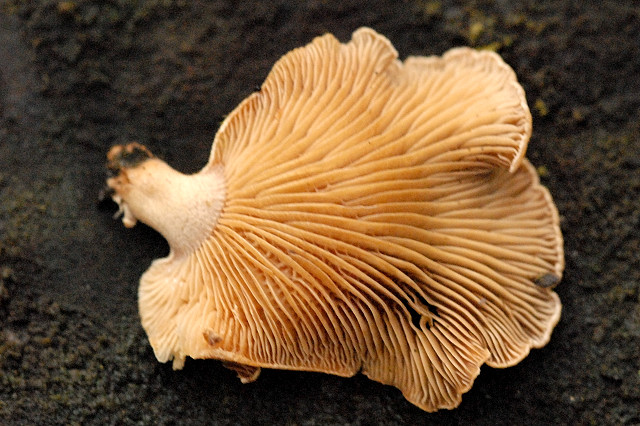
ヒダの間には低い連絡脈を有する
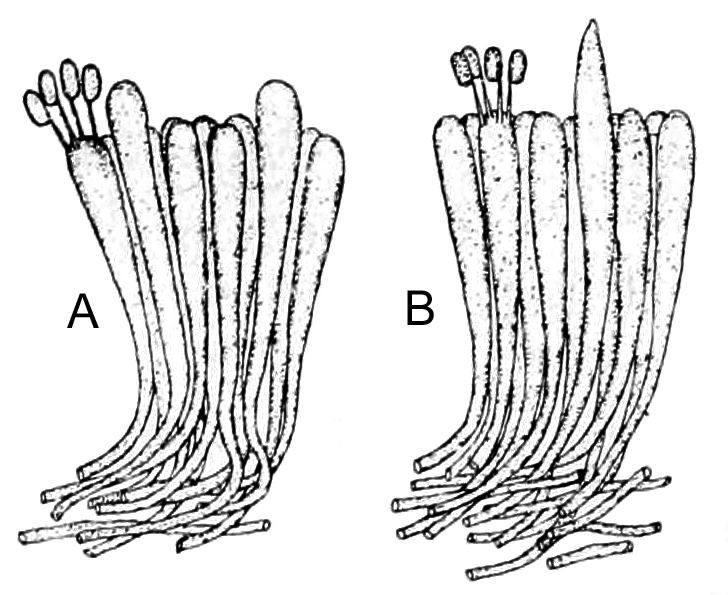
4個の胞子を生じた担子器と、こん棒状ないし槍状のシスチジア

## 生態
子実体は、夏から秋にかけて、広葉樹の枯れ木に多数重なり合って発生する。腐生性で、おもに広葉樹材の白色腐朽を起こす。ただし、ときに針葉樹（テーダマツやストローブマツなど）に発生することもある。一般に、太い樹幹よりも小径木や小枝を好み、林齢20年以下の若い林分に多いとされている。シイタケ栽培のほだ木やコナラの枯れ木などによく見られる。
ナメクジなどの陸棲貝類が好んで子実体に集まり、これを食害することが知られており、胞子の主要な媒介者としての役割を果たしているともいわれている。また、北アメリカにおいてはオジロジカが本種の子実体をしばしば摂食するという。
実験室内で容易に人工培養することができる。子実体から落下した胞子は、常温下で数日間の乾燥状態を経ても、適当な量の水分を得れば20時間程度で発芽する。日本産の菌株に基づいた検討結果によれば、ポテト＝ショ糖寒天培地（ＰＳＡ）などの上での生育はよいが、窒素分に乏しい培地上では生育しにくい。北アメリカ産の菌株を用いた培養実験では、炭素源としてグルコース・マルトース・トレハロース・セロビオース・ペクチンなどを資化する能力があり、窒素源としてはアンモニアやアスパラギンなどを利用することができるとされている。でんぷん分解能力を示すとともに、細胞外フェノロキシダーゼを生産する。また、明所での培養は、菌糸の伸長を抑制する（後述）。培養菌糸体を、厚紙などのセルロースを主とする基質に接種することで、正常な形態をもつ子実体を形成させることができる。もし接種した菌糸体が発光性を有する系統のものであれば、培養によって得られた子実体もまた、発光する性質を有する。この子実体はまた、発芽能力を持った正常な胞子を形成する。
培養菌糸体はタンニン酸・チロシン・チモール・レゾルシン・ハイドロキノン・グアヤコールなどの存在下で特有の呈色反応を示すことから、木材のリグニンを分解し、いわゆる白色腐朽を起こす能力があると考えられている。なお、腐朽能力については、ブナの木片に対し、10か月の培養後で、30パーセント前後の重量減少率を示した実験例がある。
5-30℃の範囲で生育するが、至適温度は25℃付近にあり、35℃ではほとんど発育しない。
ヘテロタリックな生活環を持ち、胞子が発芽して形成された一次菌糸は単独では子実体を形成することができない。四極性を示し、生活史は二対の不和合性因子に支配されている。
日本・ロシア、およびニュージーランド産のワサビタケ（いずれも子実体は発光しない）と北アメリカ東部産のワサビタケ（子実体は発光性を有する）から得た胞子に由来する一次菌糸は、互いに交配可能であることが明らかにされている。ただし、北半球に由来する一次菌糸と、南半球（オセアニア）産の一次菌糸との間では交配が成立しにくい傾向があり、オセアニア産の菌株同士であっても、産地が異なる場合はやはり交配しにくいという。

## 分類学上の位置づけ
種としては古くから知られており、18世紀後半にはすでにAgaricus stypticus の学名が与えられていた。当時は、ひだを有するきのこはすべてAgaricus属に含められていたが、後にその細分化がなされ、多数の新しい属が提案されるにつれて、ワサビタケもさまざまな属へと移されてきた。19世紀後半に及び、本種をタイプ種とするワサビタケ属が設立され、20世紀を迎えてからはさらにキシメジ科（Tricholomataceae）に所属させられることになったが、その理由は「子実体がひだを有し、胞子が無色（胞子紋が白色）で、枯れ木や枯れ枝を腐朽させる性質がある」という程度のあいまいなものであった。当時のキシメジ科の定義については「千差万別の種類を含み、ほかの科におさまらないものを一括したかのような印象を受ける。おそらく、将来は別の科に移されるものも多いと考えられる」という評があったが、ワサビタケ属も最近の分子系統学的分類体系の構築によってクヌギタケ属（Mycena）に近い位置にあること・キシメジ科のタイプ属であるキシメジ属とは直接の類縁関係がないことなどが明らかになり、科レベルでの所属も移されることとなった。また、ワサビタケ属に置かれてきたほかの種との類縁も、形態学・生態学的所見から推定されていたほどには近くはないことも明らかになっている。

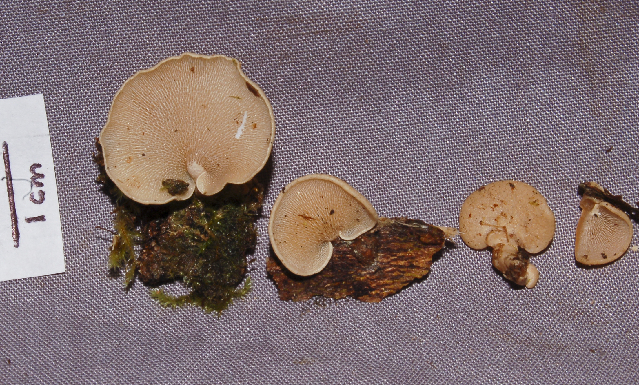
スズメタケのかさの裏面は管孔状で、やはり発光性を有する

ワサビタケ属の内容も分子系統学上のデータに基づいて改変され、子実層托が管孔状をなすことで従来は別属とされていたズズメタケ属（Dictyopanus）が、ワサビタケ属に包含されることとなった。スズメタケ属が設立されたのは1900年 であり、いっぽうでワサビタケ属の設立は1879年のことであるため、国際藻類・菌類・植物命名規約上の先取権を有する後者の属名が存続している。ちなみに、もとスズメタケ属の所属種とされていた菌の中にも、いくつかの発光きのこが含まれるが、分子系統学的解析の結果から推定される類縁関係もまた近いとされている。
なお、所属する科の名称としては、Mycenaceae（クヌギタケ科）を適用する説.と Favolaschiaceae（ラッシタケ科）を採用する説とがある。

## 発光性

### 子実体の発光
北アメリカ東部におけるワサビタケの発光性については複数の報告があるが、ロシア・日本・ニュージーランド産のワサビタケは発光せず、北アメリカ西部（太平洋岸）のものも光らない。また、ヨーロッパ産のワサビタケにも、発光性はない。

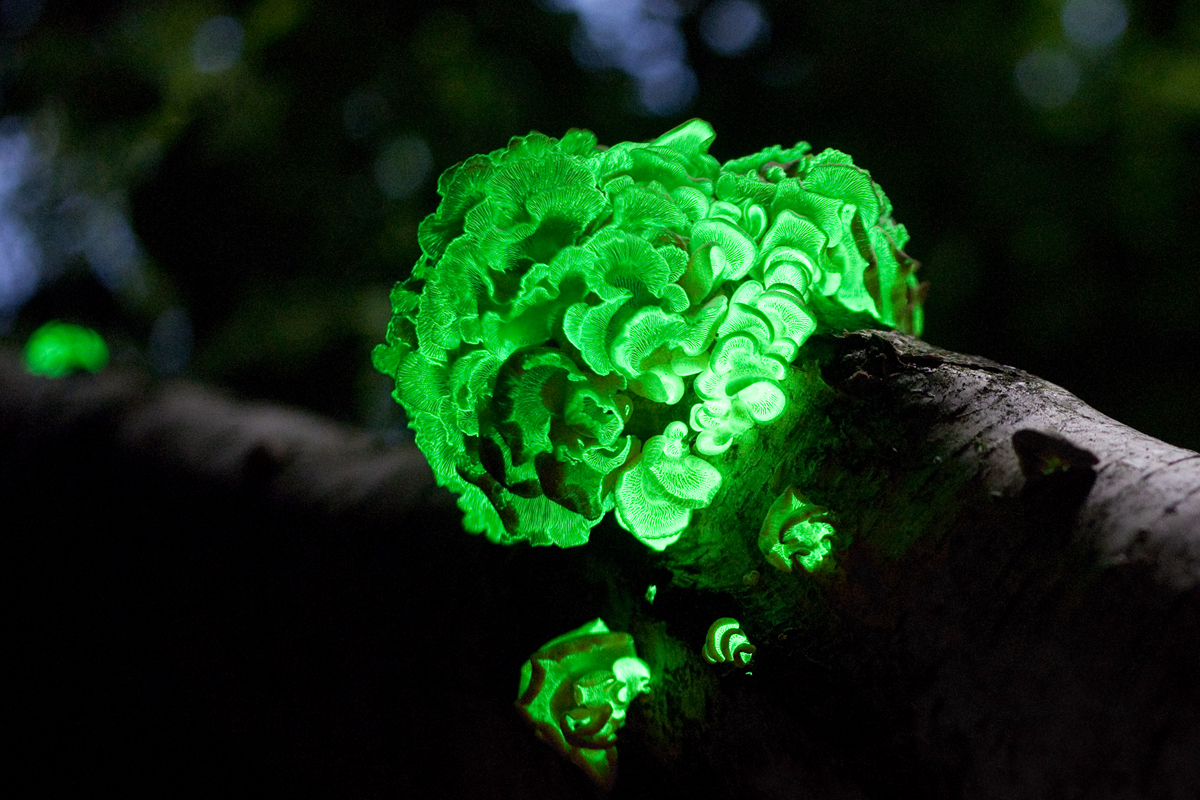
517秒間の露光で撮影された発光の様子

ワサビタケの発光性が報告されたのは、発光きのこ類の中でも比較的古い。1886年にはすでに、ひだは発光するが柄あるいは材の中の菌糸は光らない点・発光が、すべての子実体において観察されるとは限らない点・充分に湿った子実体や降雨の直前に採集した子実体で発光が認められる点などから、空気中の湿度その他の条件によって発光するか否かが左右される可能性があることなどが報告されていた。1915年には、成熟した子実体のひだには発光性が認められるのに対し、未熟な子実体は光らないことが観察されている。また、1924年には、北アメリカ産のワサビタケのひだの発光性が再び報告され、あわせて、その発光性は、胞子が成熟する時期においてもっとも顕著であるとされた。

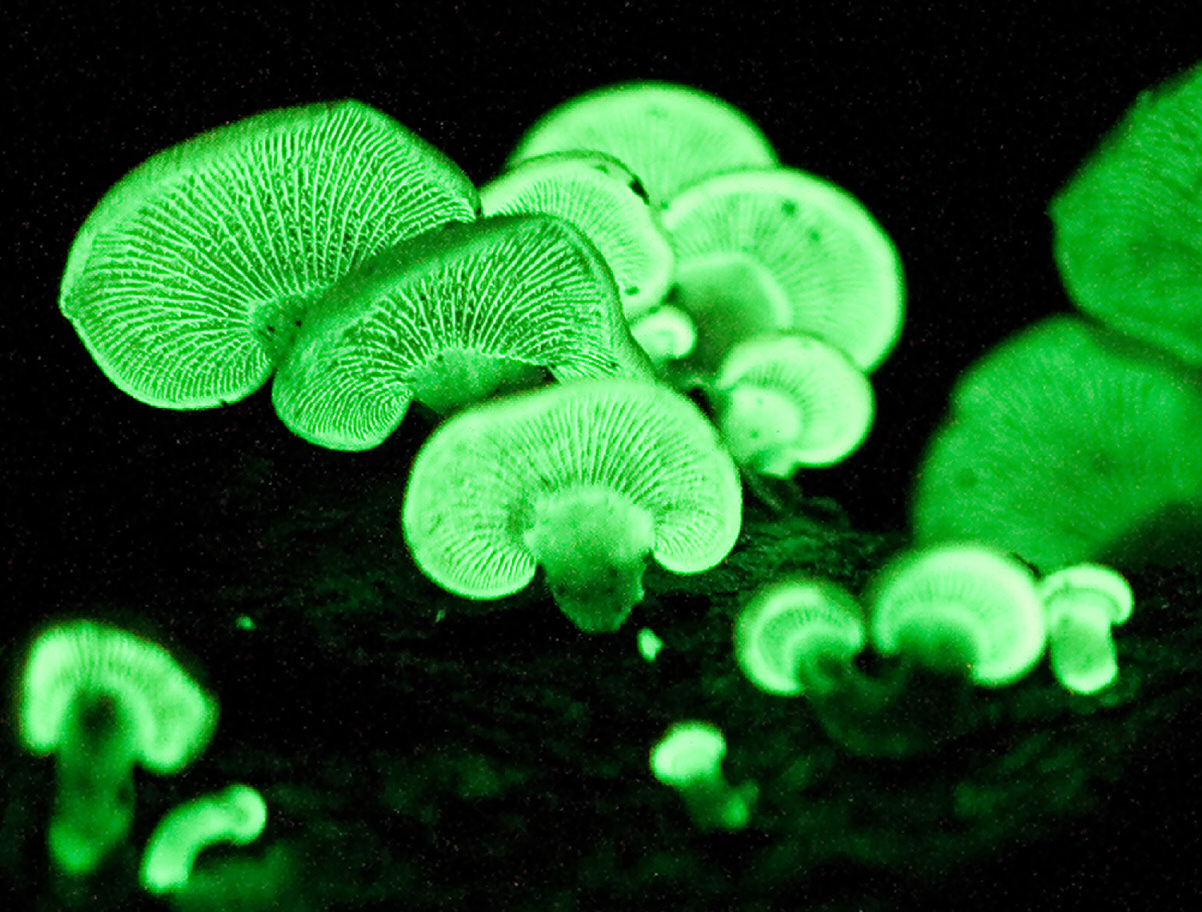
柄は発光しない

子実体の発光性は、かさの裏に発達する子実層托（ひだ）と、ひだ同士の間を連結する網目状の連絡脈とに限られ、かさの表面や柄、あるいは腐朽材の内部に広がる菌糸は発光しない。ひだにおいても、縁シスチジアが存在するひだの縁における発光がもっとも強く、それ以外の部分（ひだの側面）から放出される光は、かさの裏全体からの総光量の10パーセント以下に過ぎないという。また、発光の強弱は、子実体の発生環境にも大きく左右される。なお、発光スペクトルの吸収の極大は525 nm にあるが、色素を多く含んだより濃色の子実体においては、528 nmないし 530 nmにずれるという。

### 培養菌糸体の発光
発光性を有する子実体から得た胞子を分離源とした一次菌糸（単相菌糸）は発光性を持ち、和合性を持った一次菌糸同士の接合によって形成された二次菌糸（重相菌糸）も、同様に発光性を備えている。一次菌糸・二次菌糸は、ともに、液体培地に菌体が浸漬された状態で培養すると、光量が大きく低減される（ただし、液体培地から菌糸を取り出して固形培地に植え替えれば、光量は回復する）。また、培養温度と培地の水素イオン濃度指数（pH）も発光性に影響をおよぼし、22-24℃・pH 3-4.0の条件においてもっとも発光性が強くなる。
いっぽうで、培養時の光条件は、菌糸体の生育・伸長に関係するのみならず発光性の強弱にも多少とも影響し、もっともよく発光するのは暗黒下で培養した場合であった。培養日数も発光の強さに影響し、例を挙げれば、培地として BBL 社製マイコフィル寒天培地を使用し、23℃の暗黒下で培養したところでは、その発光は培養開始から10～15日めにもっとも強くなった後、次第に弱まり、60日め以降には肉眼でも減光していることが確認でき、75日めには光電子増倍管を用いても測定できないレベルになったと報告されている。また、パン粉寒天培地（市販のパン粉100g・蒸留水1000ml・寒天18g）を用い、22℃・暗黒下で培養した実験結果では、発光のピークは21日めにみられ、発光は7-10週間にわたって認められたという。
培養菌糸体の発光は、短波長（280 nm程度）の紫外線によって著しく阻害されるが、逆に、より波長の長い（366 nm程度）紫外線を当てることで増強される。また、エックス線照射（照射線量100-500レントゲンの範囲）によっても顕著に増強される。
光量には日周性の変動が認められ、培養環境としての光条件（常に光照射状態におくか、あるいは暗黒下で培養するか、もしくは自然条件下とおおむね同様の間隔をおいて光照射と光遮断とを交互に行うか）にかかわりなく、午後6時から9時の間に光量は最大となる一方、午前9時前後には最も低下するという。この変動パターンは、培養菌糸体へのエックス線照射を経ても維持される。
発光する子実体の胞子から培養した一次菌糸を、発光しない別の子実体の胞子から得た一次菌糸と交配して得た二次菌糸体グループの中からは、発光性の菌糸体と発光しない菌糸体とが、おおよそ１：１の比率で出現した。この事実から、発光性は一対の対立遺伝子によって発現が制御され、遺伝的には優性形質であると考えられている。また、発光性の欠如は、少なくとも3種類の対立遺伝子に生じた突然変異によるものであるという報告がある。

### 発光の化学的プロセス

発光起因物質パナールの化学構造

生物発光の機構は、一般的にはルシフェラーゼと総称される酵素によって、ルシフェリンと称される一種の色素が酸化されることによる。しかし、ワサビタケの発光機構については特異的な酵素の関与はないとされており、その発光の本態はパナール（Panal）と命名された一種のセスキテルペン（カジネン骨格を有するケトアルデヒドの一種）であるとされる。のちにパナールの前駆体として PS-A（1-O-デカノイルパナール）およびPS-B（1-O-ドデカノイルパナール）も単離されている。
パナールはオレンジ色（吸収極大 210 および 488 nm）の不定形固体で、帯黄色の蛍光（波長 520-530 nm）を発する性質があり、ワサビタケの子実体の構成菌糸（あるいは一次菌糸、もしくは子実体を形成するに至っていない二次菌糸）の細胞壁外面に、微粒状ないしかさぶた状をなした沈着物として存在する。一方、PS-Aおよび PS-Bは無色（吸収極大 215 nm）の油状物質で、メタノールによく溶け、蛍光を発する性質はなく、酸性条件下においてトリメチルアミンおよび陰イオン系（アニオン系）界面活性物質で処理することによってパナールへと変化する。
ワサビタケから単離されたパナールに、2価の鉄イオンと過酸化水素および陽イオン系（カチオン系）界面活性物質の存在の下で、一級アミン類の塩もしくはアンモニウム塩を作用させると、発光が起こる。この事実から、パナール（およびその誘導体）はワサビタケにおけるルシフェリン（すなわち発光基質）であり、その発光プロセスにはルシフェラーゼは関与しないと考えられている。なお、ワサビタケの発光機構においては、スーパーオキシドディスムターゼ（SOD）の活性の大小が、発光の強弱を大きく左右する。SODは、発光機構の中で重要な役割を果たすスーパーオキシドアニオン（O2-）の働きを抑制するためである。

## 食・毒性
かつては有毒視されたこともあった
が、確実に本種が原因となった中毒例は知られておらず、現在では無毒であると考えられている。しかしながら子実体がごく小さく、革質で強靭であることなどから、食用的価値はほとんどないとされることが多い。
一方、長沢栄史監修『日本の毒きのこ』によると、毒成分は不明であるが胃腸系の中毒を起こすとあり、同書は「興味本位で食用などに用いてはならない」としている。
ただし中国では、民間薬として止血に用いたり、あるいは瀉下薬として使用する場合がある。

## 環境浄化への応用
白色腐朽を起こす担子菌類が持つ、リグニンその他の芳香族化合物を分解する酵素の産生能力を応用し、バイオレメディエーションの一形態としてパルプの製造廃液などの浄化を行う試みがなされているが、ワサビタケについても、同様の観点に基づく応用研究がなされている。
一例として、ヨーロッパの地中海沿岸地方において重要な産業となっているオリーブ油の製造工程に伴い、搾油残査による水質汚染が問題となっているが、その排水にあらかじめ増殖させておいたワサビタケの培養菌体を加えて処理したところ、31日間の処理期間を経た後の排水中のフェノール系化合物の含有量は、菌体を添加する前の排水と比較して約42パーセントにまで低下したという。
また、ワサビタケが、ダイオキシン類の一種である2,7-ジクロロジベンゾ-p-ダイオキシンを分解する能力を示すという報告もなされている。

## 類似種
食用キノコとして知られるムキタケは、外観上は多少類似したところがあり、胞子がアミロイド性を示す点でも似ているが、子実体がはるかに大形かつ肉厚で、かさの表皮が肉から剥がれやすい（表皮層と肉との間に、菌糸がゼラチン化した離層がある）こと・ひだ同士を連結する脈がないこと・いったん乾燥した子実体は再び水分を得ても原形に復しないことなどで異なり、また、分子系統的にもワサビタケ属と異なるガマノホタケ科 Typhulaceaeに所属する別属 Sarcomyxa に置く意見が強い。また、ミヤマヒメヒラタケ（Panellus ringens (Fr.: Fr.) Romagnesi）は、子実体の大きさや形はワサビタケのそれとよく似ているが、全体に肉色を帯びた淡褐色ないし帯紫紅褐色を呈する点で容易に識別することができる。

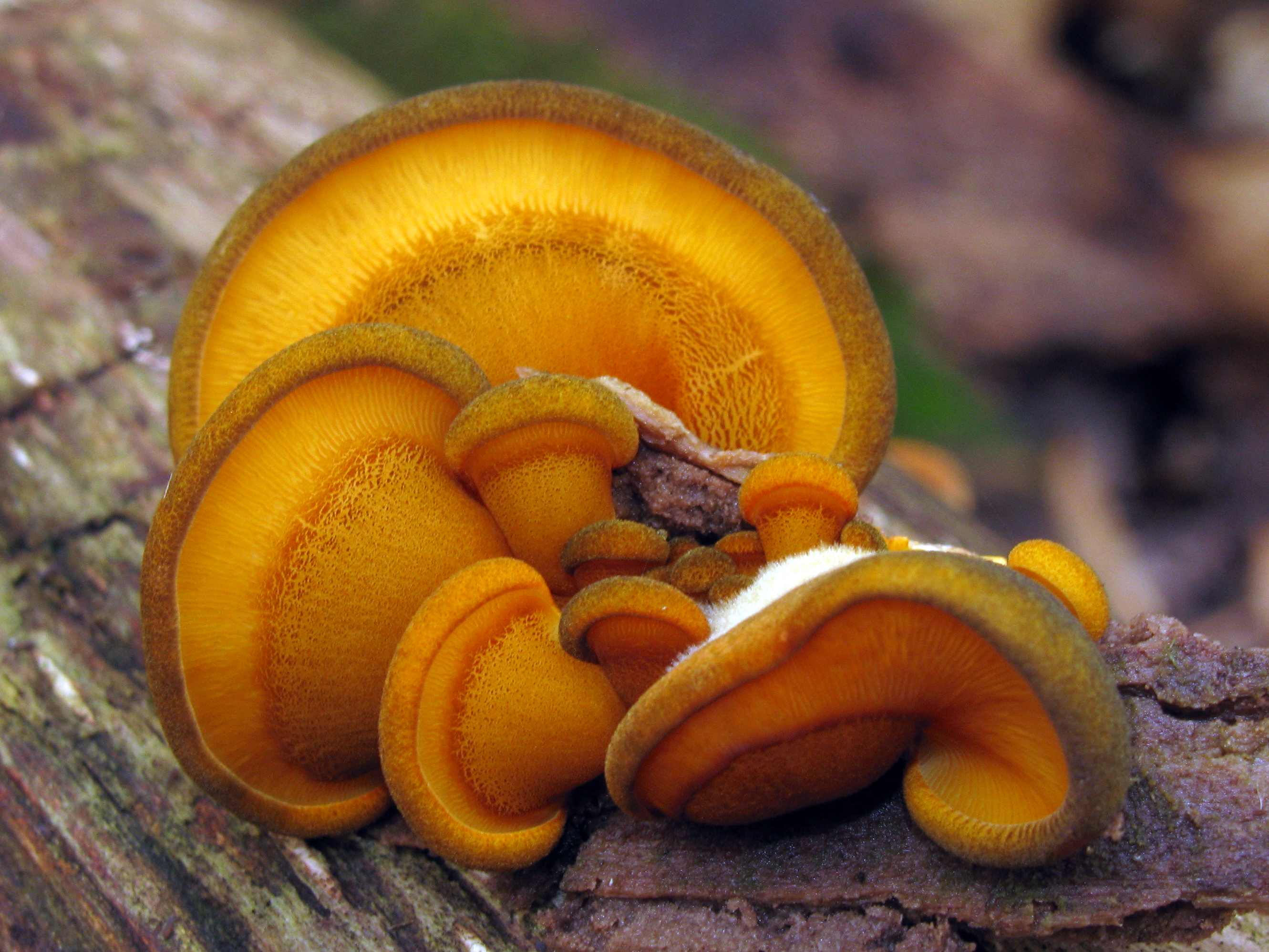
ムキタケははるかに大形で、かさの表皮が剥離しやすい
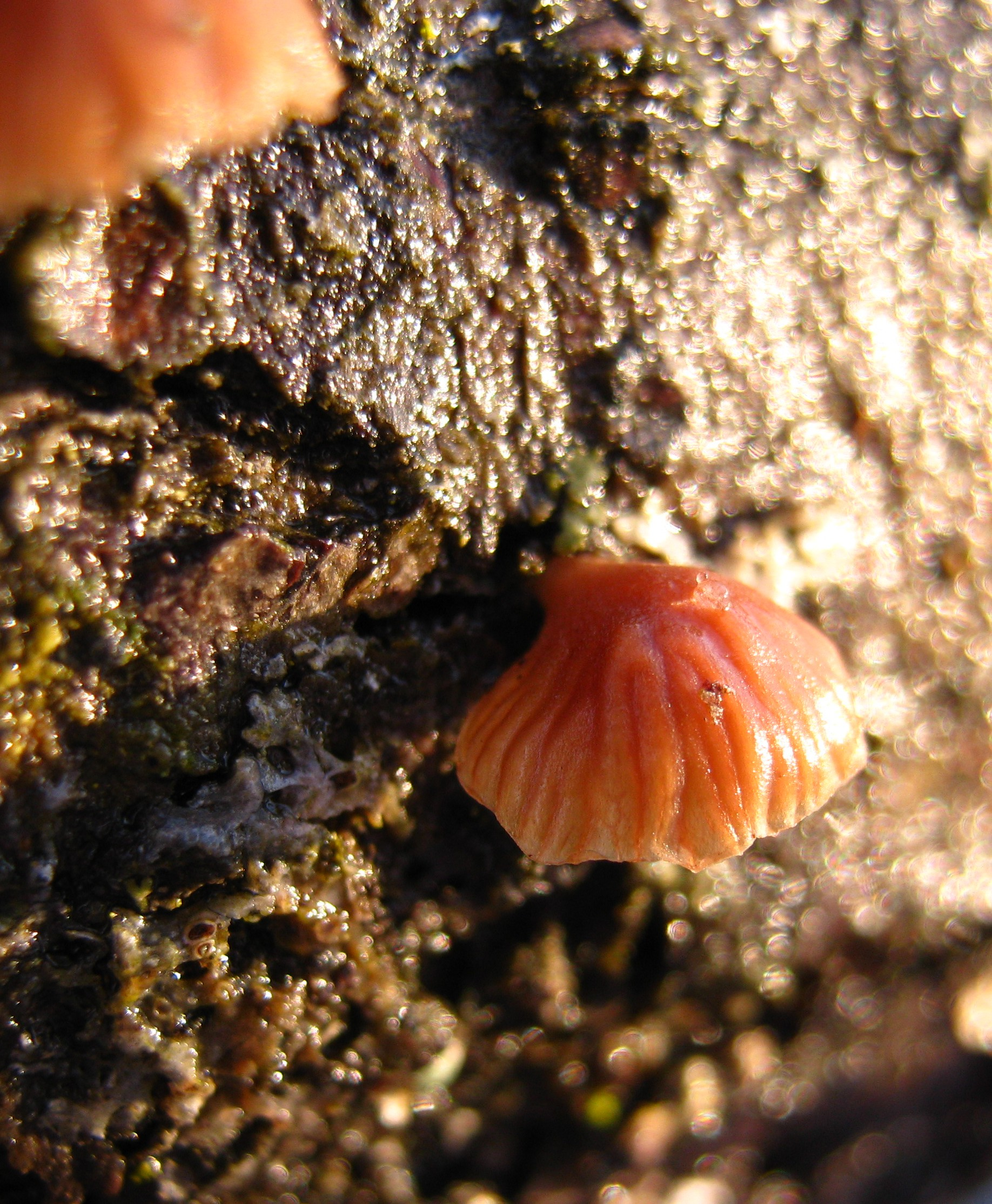
ミヤマヒメヒラタケは、特に晩秋から初冬に多い
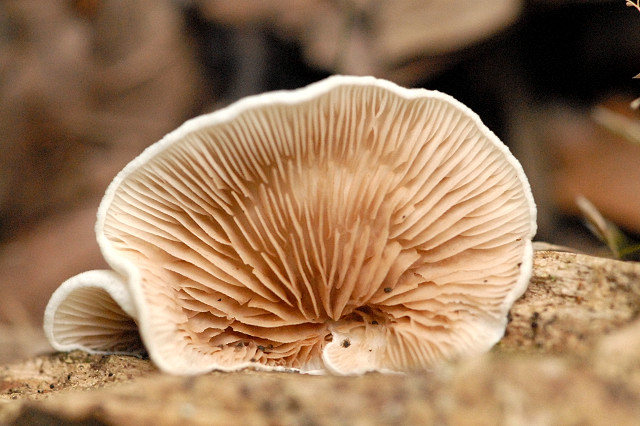
チャヒラタケ属の菌では、胞子および成熟したひだは褐色を呈する
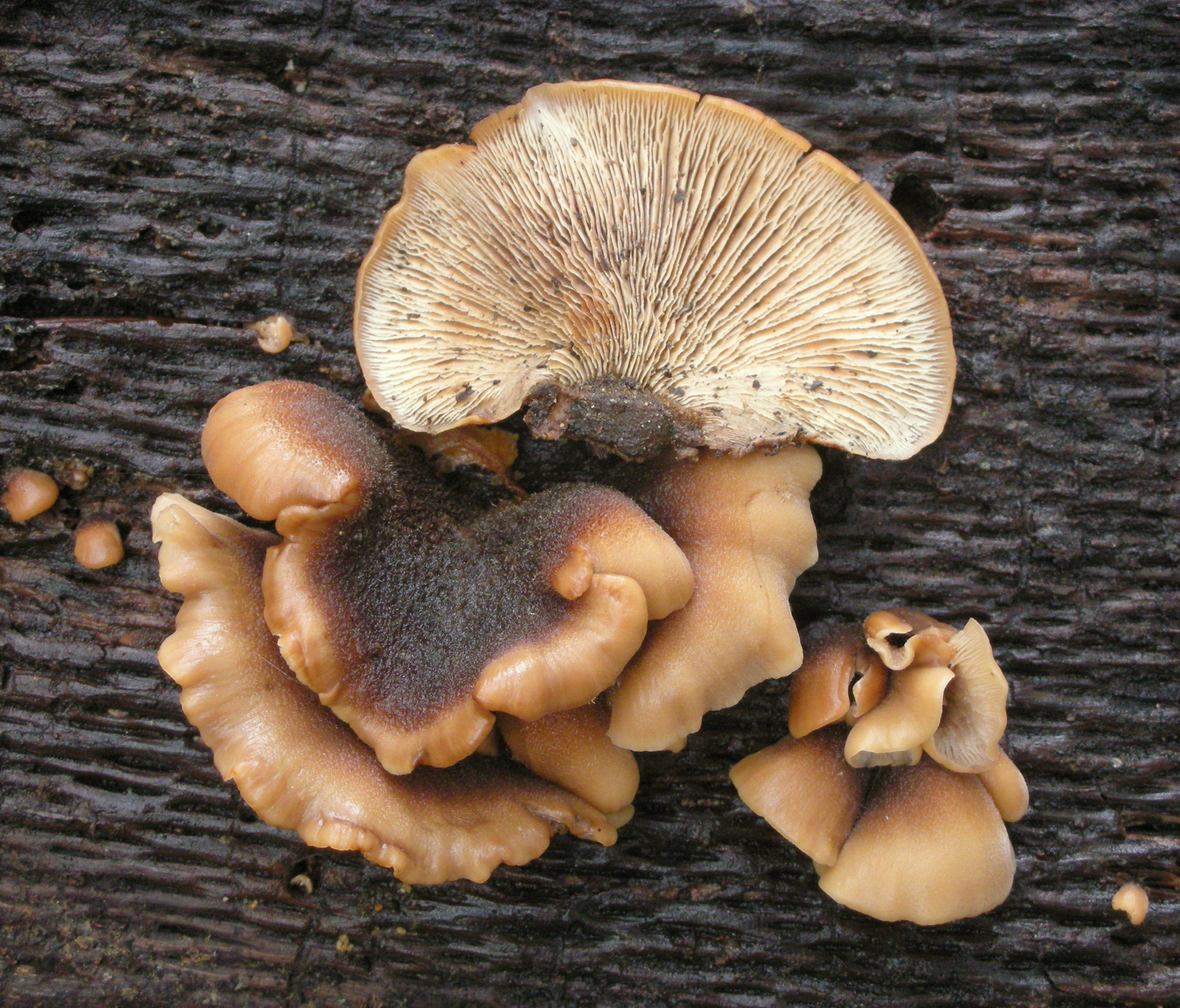
イタチナミハタケは辛味を持つ点でも共通するが、組織構造は異なっている

枯れ木や枯れ枝から発生し、かさが半円形ないし扇形あるいは貝殻状をなすことや、柄がきわめて短いことなどにおいてはアセタケ科のチャヒラタケ属（Crepidotus）を思わせるところがあるが、後者は肉がもろくて柔らかく、胞子（および胞子紋）が褐色系の色調を呈するとともにアミロイド性を示さない点で異なり、まったく別系統に属する菌群である。
また、イタチナミハタケ属（Lentinellus）は、枯れ木上に発生し、子実体がじょうぶな革状肉質で腐りにくく、胞子が無色でアミロイド性を示すなど、ワサビタケと共通する性質を有してはいるが、子実体の組織中には油管菌糸（Gloeoplerous hyphae)と呼ばれる特殊な菌糸が多数存在しており、今日ではベニタケ目（Russulales）のマツカサタケ科（Auriscarpiaceae）に置かれている。なお、この属に分類されているイタチナミハタケ・ヒメオオギナミハタケ（Lentinellus omphalodes (Fr.) Karst.)および Lentinellus montanus O. K. Miller（日本未産）や、同じくマツカサタケ科に置かれるフサヒメホウキタケ（Artomyces pyxidatus (Pers.) Jülich）は、そのリボソームRNA中の18Ｓユニット（small subunit）中に、ワサビタケと共通するイントロンを含んでいるとされている。